# کنورا، ساسکاچوان
کنورا، ساسکاچوان (به انگلیسی: Canora, Saskatchewan) یک منطقهٔ مسکونی در کانادا است که در ساسکاچوان واقع شده‌است. کنورا ۷٫۳۱ کیلومتر مربع مساحت و ۲٬۲۱۹ نفر جمعیت دارد و ۴۸۷ متر بالاتر از سطح دریا واقع شده‌است.